# Maclou de La Haye
Maclou de La Haye (* im 16. Jahrhundert in Montreuil-sur-Mer; † im 16. Jahrhundert) war ein französischer Höfling und Dichter.

## Leben und Werk
Maclou de La Haye war von Jugend an mit Pierre de Ronsard befreundet. 1547 wurde er vom Hof in geheimer Mission nach Rom geschickt und anschließend zum königlichen Kammerherrn ernannt. 1548 heiratete er Jeanne Desmons und wohnte in Vendôme. Seine Dichtung erschien 1553. Mehr ist über sein Leben nicht bekannt.

## Werke

### Originalwerke
- Les oeuvres de Maclou de La Haye à sçavoir: chant de paix, chant d’amour, cinq blasons des cinq contentemens en amour, sonetz d’amour, vingt voeux des vingt beaultez de s’amye, épigrammes et stanses. E. Groulleau, Paris 1553.

### Werke in deutscher Übersetzung
- Lothar Klünner (Hrsg. und Übersetzer): Blasons auf den weiblichen Körper von Gilles d’Aurigny, Eustorg de Beaulieu, Victor Brodeau, Lancelot Carle, Claude Chappuys, Maclou de la Haye, Clément Marot, François Sagon, Mellin de Saint-Gelais, Maurice Scève. Karl H. Henssel, Berlin 1964.